# Ectopius picturatus
Ectopius picturatus là một loài tò vò trong họ Ichneumonidae.